# Saxofourte
Saxofourte ist ein deutsches Saxophonquartett. Das Repertoire der klassisch ausgebildeten Musiker reicht von der Klassik bis in den Jazz.
Gegründet wurde das Ensemble 1995 von Thomas Sälzle (Sopransaxophon), Dieter Kraus (Altsaxophon), Guntram Bumiller (Tenorsaxophon) und Stefan Eger (Baritonsaxophon). Die derzeitige (2016) Besetzung ist Thomas Sälzle, Veronika Hanrath, Simon Hanrath und Daniela Wahler.

## Preise
"Primo Classificato" (Erster Preis) 1997 beim "Internationalen Wettbewerb für Kammermusik" in Verona

## Thomas Sälzle
Sälzle unterrichtet derzeit an der Musikschule Nersingen, wo er auch zwei Big Bands leitet. Er spielt außer bei Saxofourte noch bei "The Cash" (Altsaxophon) und der Big Band "Opus One" (Tenorsaxophon) aus Weißenhorn. Er lebt im Landkreis Neu-Ulm, Bayern.

## Diskografie
- Saxofourte (1998)
- From Here To There (2002)
- We Are Not Alone (2004)
- Bannoutah (2009)
- Tango Affairs (2011)
- Rubini Is Coming (2019)